# Berthelsdorf (Lunzenau)
Berthelsdorf ist eine Ortschaft der Stadt Lunzenau im sächsischen Landkreis Mittelsachsen.

## Lage
Das Reihendorf oder Waldhufendorf Berthelsdorf liegt rechts der Zwickauer Mulde nur rund 500 m vom links des Flusses gelegenen Lunzenau auf rund 387 m. Ca. 200 m nördlich befindet sich Hohenkirchen, weiter im Norden Cossen. Auch südlich der Ortslage fließt die Mulde; hier nur 200 m entfernt.

## Geschichte
Erstmals erwähnt wurde Berthelsdorf spätestens 1448 mit dem Namen Bettelsdorf. Spätere Nennungen und Ortsnamensformen sind Berthelstorff (1508), Bertholdsdorf (1764) und Berthelsdorf b. Burgstädt (Bertholdsdorf) (1875).

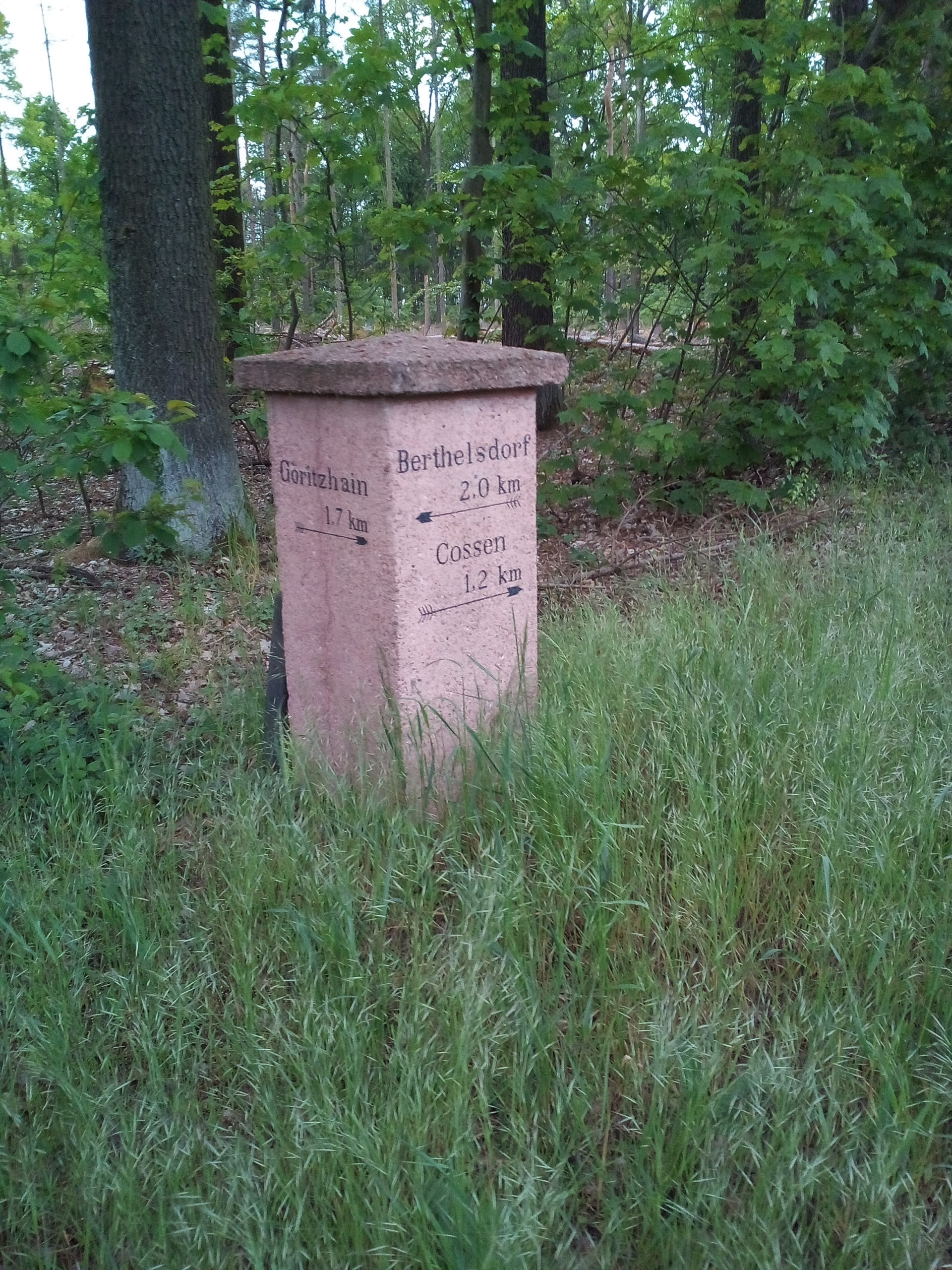
Weg nach Berthelsdorf – hier an der Eisenbahnüberführung Göritzhain

1551 gehörte der Ort zum Rittergut Berthelsdorf. Entsprechend seiner Lage gehörte Berthelsdorf zum Amt Rochsburg, dem Amt Rochlitz (1843), dem Gerichtsamt Burgstädt, der Amtshauptmannschaft und dem Landkreis Rochlitz. Von 1994 bis 2008 gehörte der Ort, der 1994 nach Lunzenau eingemeindet wurde zum Landkreis Mittweida, bis dieser im heutigen Landkreis aufging. Der Ort war nach Hohenkirchen gepfarrt.
Am 26. Februar 1872 kam es im Ort zu einem Großbrand, bei dem 15 Familien ihr Hab und Gut verloren.
| Jahr      | 1551                                      | 1764                                     | 1834 | 1871 | 1890 | 1910 | 1925 | 1939 | 1946 | 1950 | 1964 | 1990 |
| --------- | ----------------------------------------- | ---------------------------------------- | ---- | ---- | ---- | ---- | ---- | ---- | ---- | ---- | ---- | ---- |
| Einwohner | 11 besessene Mann, 4 Häusler, 18 Inwohner | 10 besessene Mann, 3 Gärtner, 18 Häusler | 226  | 349  | 405  | 500  | 620  | 599  | 650  | 596  | 563  | 387  |

1925 waren 596 Einwohner Lutheraner, 11 waren Katholiken und 13 waren andersgläubig.

## Sehenswürdigkeiten
- Amtmannsfelsen und Amtmannskluft

## Belege
1. ↑  Stadtwappen/Statistik | Stadt Lunzenau. Abgerufen am 5. September 2024.
2. 1 2  Berthelsdorf (1) – HOV | ISGV. Abgerufen am 24. März 2024.
3. ↑  Berthelsdorf | Stadt Lunzenau. Abgerufen am 24. März 2024.